# Phong Hỏa Gia Nhân
Quẻ Phong Hỏa Gia Nhân, đồ hình |:|:|| còn gọi là quẻ Gia Nhân (家人 jia1 ren2), là quẻ thứ 37 trong Kinh Dịch.
- Nội quái là ☲ (|:| 離 li2) Ly hay Hỏa (火).
- Ngoại quái là ☴ (:|| 巽 xun4) Tốn hay Gió (風).

Giải nghĩa: Đồng dã. Nảy nở. Người nhà, gia đinh, cùng gia đình, đồng chủng, đồng nghiệp, cùng xóm, sinh sôi, khai thác mở mang thêm. Khai hoa kết tử chi tượng: trổ bông sinh trái, nảy mầm.